# Іван Татаринський
о. Іван Татаринський (1 липня 1890, Іванівка — червень 1941, Золочів) — український церковний діяч, священник УГКЦ, парох в с. Гаї-Дітковецькі на Брідщині (1929—1940), жертва радянських репресій. Слуга Божий.

## Життєпис
Народився 1 липня 1890 року в селі Іванівка Скалатського повіту на Тернопільщині (нині Тернопільського району Тернопільської області) в багатодітній сім'ї (7 синів і 3 дочки) місцевого дяка Михайла Татаринського та Анни (до шлюбу Окаринська). Навчався в народній школі в рідному селі, а потім упродовж 1904—1910 років — у Тернопільській українській гімназії, проте через брак коштів закінчив лише 6 класів. Працював писарем у податковому уряді в Тернополі, а відтак у старостві.
Восени 1912 року призваний на військову службу до австрійської армії в 15 полк, що базувався в Тернополі. З початком Першої світової війни воював спочатку на російському фронті, а після старшинського вишколу у Львові, відправлений на італійський фронт. Дослужився до рангу унтерофіцера І класу і за відмінну службу отримав срібний хрест заслуги з короною. Восени 1918 року зголосився на службу в УГА і в грудні з в складі І полку Січових Стрільців висланий на Україну. Отримав звання хорунжого, а в травні 1919 року був іменований четарем і став керівником полкового обозу. Взимку 1920 року Іван Татаринський потрапив у штаб І бригади ЧУГА (колишній II корпус УСС) як старшина для особливих доручень і служив до квітня 1920 року, коли ЧУГА здалася полякам. Був інтернований у таборі Фридрихівка, де захворів на тиф і після короткого лікування був звільнений. У 1922 році завершив середню освіту і вступив до Львівської духовної семінарії, де навчався впродовж 1922—1926 років
1 серпня 1926 року в селі Берлин повінчався з дочкою священика Софією Струмінською і 27 лютого 1927 року був висвячений у священичий сан. Від березня 1927 року до березня 1929 року виконував функції адміністратора парафії в с. Ражнів Брідського повіту, а 10 березня 1929 року отримав призначення на парафію в с. Гаї-Дітковецькі. Дбав про духовний і освітній рівень своїх парафіян: збудував читальню, народний дім, заснував сільський кооператив «Єдність» і церковний хор. У березні 1939 року був готовий план нової мурованої церкви, громада вже навіть заклала фундамент нового храму, але не змогла його побудувати, бо розпочалася Друга світова війна.
30 жовтня 1940 року о. Іван Татаринський був заарештований НКВС і ув'язнений у Золочівській тюрмі. В травні 1941 року засуджений до 8 років позбавлення волі. У червні 1941 року перед приходом німців о. Іван Татаринський був замордований у так званій «парилці» (удушення гарячою парою) в Золочівській тюрмі. Місце поховання невідоме.

## Нагороди
- Срібний хрест заслуги з короною.

### Беатифікаційний процес
Від 2001 року триває беатифікаційний процес прилучення о. Івана Татаринського до лику блаженних.